# Grad Taggenbrunn
Grad Taggenbrunn predstavljajo ruševine višinskega gradu v občini Šentjurij ob Dolgem jezeru blizu Šentvida ob Glini na avstrijskem Koroškem. Grad je zdaj popolnoma prenovljen in služi kot prireditveni center za Taggenbrunnski festival. V njem sta tudi restavracija in umetniška razstava.

## Zgodovina
Nadškofija Salzburg je postala lastnik območja, kjer stoji grad, leta 860 z donacijo cesarja Ludvika Nemškega. Grad Taggenbrunn je bil zgrajen v prvi tretjini 12. stoletja na ostankih keltsko-rimske obzidane naselbine iz 6. stoletja n. št.. Zgradil ga je  Tageus Pongauski v imenu salzburške nadškofije.
Taggenbrunn je bil prvič omenjen v listini leta 1142 (Rahuinus de Takkenbrunnen), leta 1157 pa je bil izrecno imenovan kot grad (Castrum Takenbrunne). V sporu med izvoljenim salzburškim nadškofom Filipom Spanheimskim in sekovskim škofom Ulrikom, zaradi salzburške nadškofije, se je vpletel tudi koroški vojvoda Ulrik III. Spanheimski, ki je posredoval v imenu svojega brata Filipa in grad leta 1258 porušil, a je bil leta 1268 obnovljen. V uporu Ulrika Vovbrškega proti vojvodi Albrehtu I. Habsburškemu in koroškemu vojvodi Majnhardu IV. Goriškemu leta 1292 je salzburški nadškof Konrad IV. ujel sina koroškega vojvode Ludvika in ga za kratek čas zaprl v grad Taggenbrunn. Leta 1308 je bil Oton Liechtensteinsko-Murauski imenovan za deželnega glavarja Koroške in Salzburg mu je dal grad Taggenbrunn, da si je tam postavil svojo rezidenco: Koroški je vladal iz Taggenbrunna.
Leta 1479 je nadškof Lenart Hodiški odprl vrata trdnjave Taggenbrunn Madžarom kot zaveznikom, s katerimi se je boril proti cesarju Frideriku III. Zato so cesarske čete trdnjavo pozneje uničile. Taggenbrunn je ostal v cesarski posesti do leta 1494. Na tej točki je Friderikov sin Maksimilijan I. Taggenbrunn vrnil salzburški nadškofiji. Grajski kompleks se je med letoma 1497 in 1503 razširil v sodobno utrdbo pod nadškofom Lenartom Hodiškim, ki je bil tudi najpomembnejši graditelj in zaslužen za dokončno razširitev trdnjave Hohensalzburg na sedanjo velikost. V bližini so bile zgrajene tudi kašča in oskrbovalnica, ki so še danes ohranjene v prvotni obliki. Zlasti je konstrukcijsko zanimiva kašča, saj je ena zadnjih po velikosti v okolici in je dobro ohranjena. Težki strešni skrilavci še vedno slonijo na prvotni strešni konstrukciji.
Salzburški oskrbniki in uradniki so na Taggenbrunnu sedeli do leta 1692. Leta 1796 je bil Taggenbrunn prvič opisan kot ruševina. Ko je Salzburška knezo-škofija leta 1803 prenehala obstajati kot suverena kneževina, je Taggenbrunn pripadel Avstriji in postal državna domena. Leta 1858 je Antonie von Reyer kupil Taggenbrunn, leta 1883 je Taggenbrunn prešel v last družine Paulitsch in istega leta prešel v last družine Kleinszig.

## Sedanjost
Leta 2011 je podjetnik Alfred Riedl (Jacques Lemans Watches) kupil Taggenbrunn. Od takrat je družina Riedl prenavljala grad Taggenbrunn in okoliške stavbe. Degustacijska hiša je bila obnovljena v treh letih in odprta aprila 2015. Okrog gradu Taggenbrunn je zdaj ustvarjenih približno 45 hektarjev vinogradniških površin.
V gradu sta z razstavnimi prostori povezana trgovina z urami in bistro.

## Kulturni dom in festivalna dvorana
Festival Taggenbrunner je bil v obnovljeni grajski dvorani prvič organiziran leta 2019 in se osredotoča predvsem na klasične, jazzovske in operne produkcije.
Razstava Zeiträume je bila ustanovljena leta 2021 z avstrijskim umetnikom Andréjem Hellerjem, ki uporablja animacijsko tehnologijo in multimedijsko grafiko za naslavljanje sprememb na planetu ter želi izobraževati o ekoloških težavah in posledicah podnebnih sprememb.

## Spletne povezave
- Taggenbrunn. In: burgen-austria.com. Private Website von Martin Hammerl; abgerufen am 1. Januar 1900
- Video zur Burg